# Маґнолія великолиста
Маґнолія великолиста (Magnolia hypoleuca Siebold & Zucc.) — вид рослин із роду маґнолія (Magnolia) родини маґнолієвих (Magnoliaceae). Природно зростає в Японії і на Курилах.

## Опис

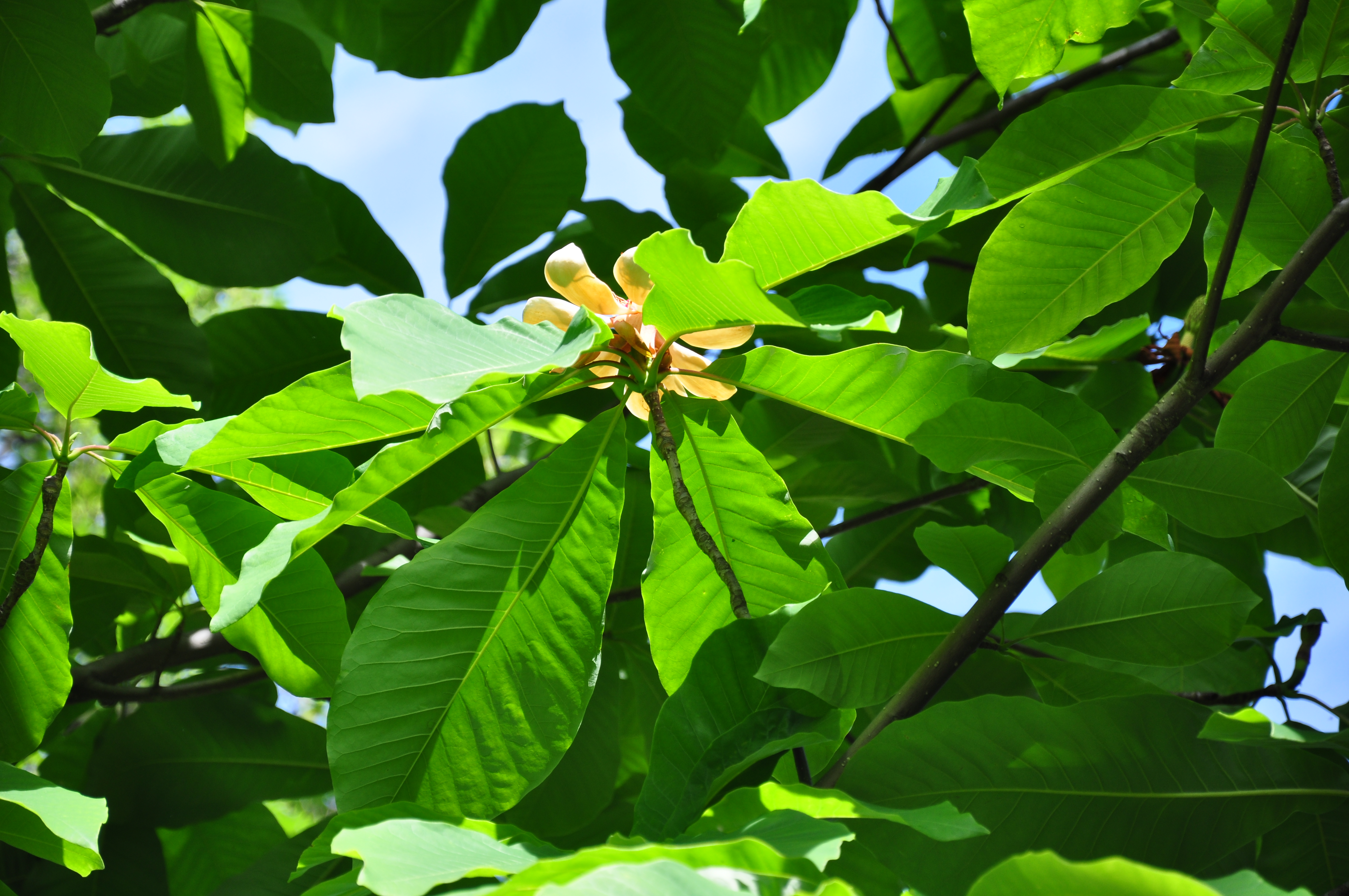
Характерні великі, прості листки

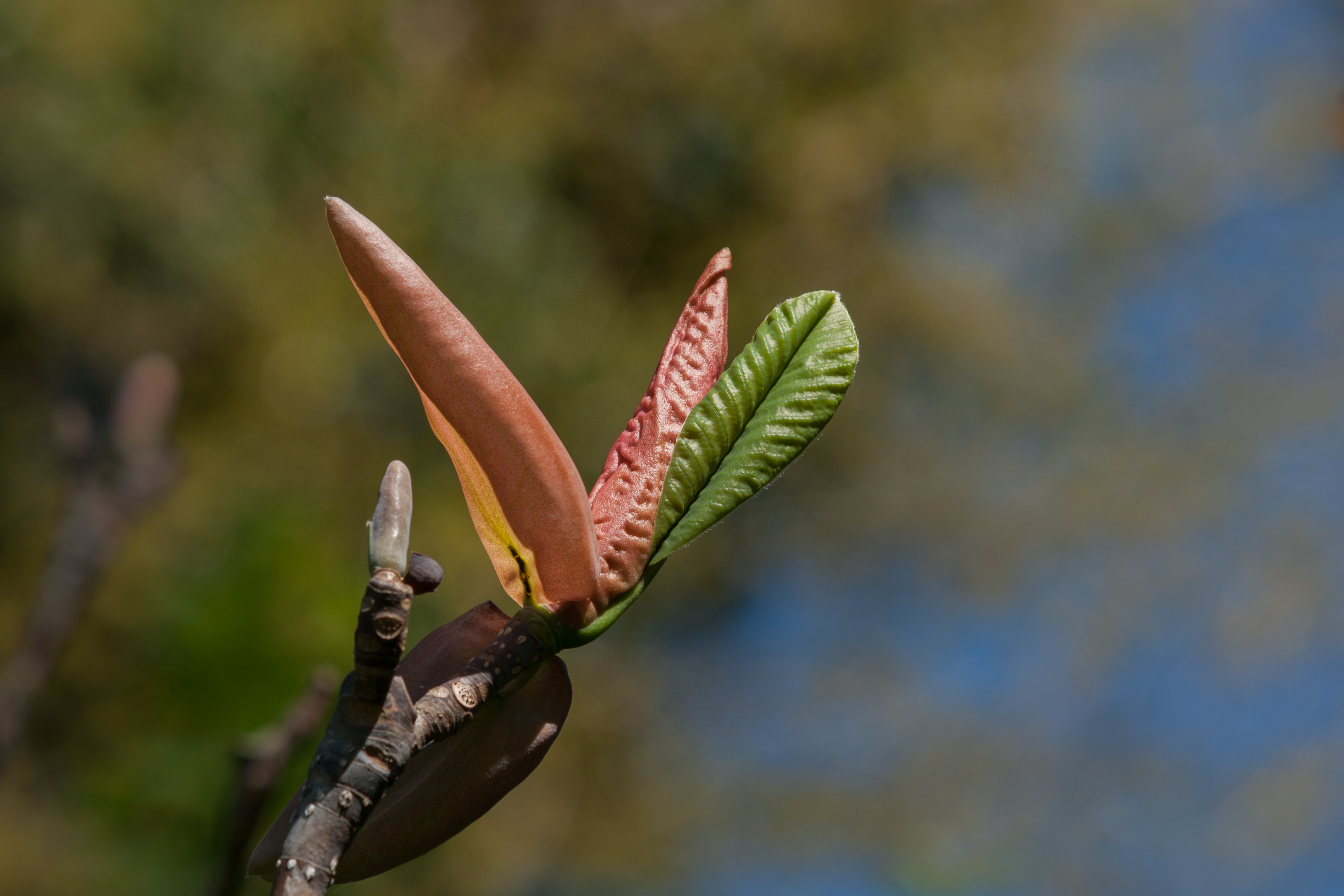
Брунька

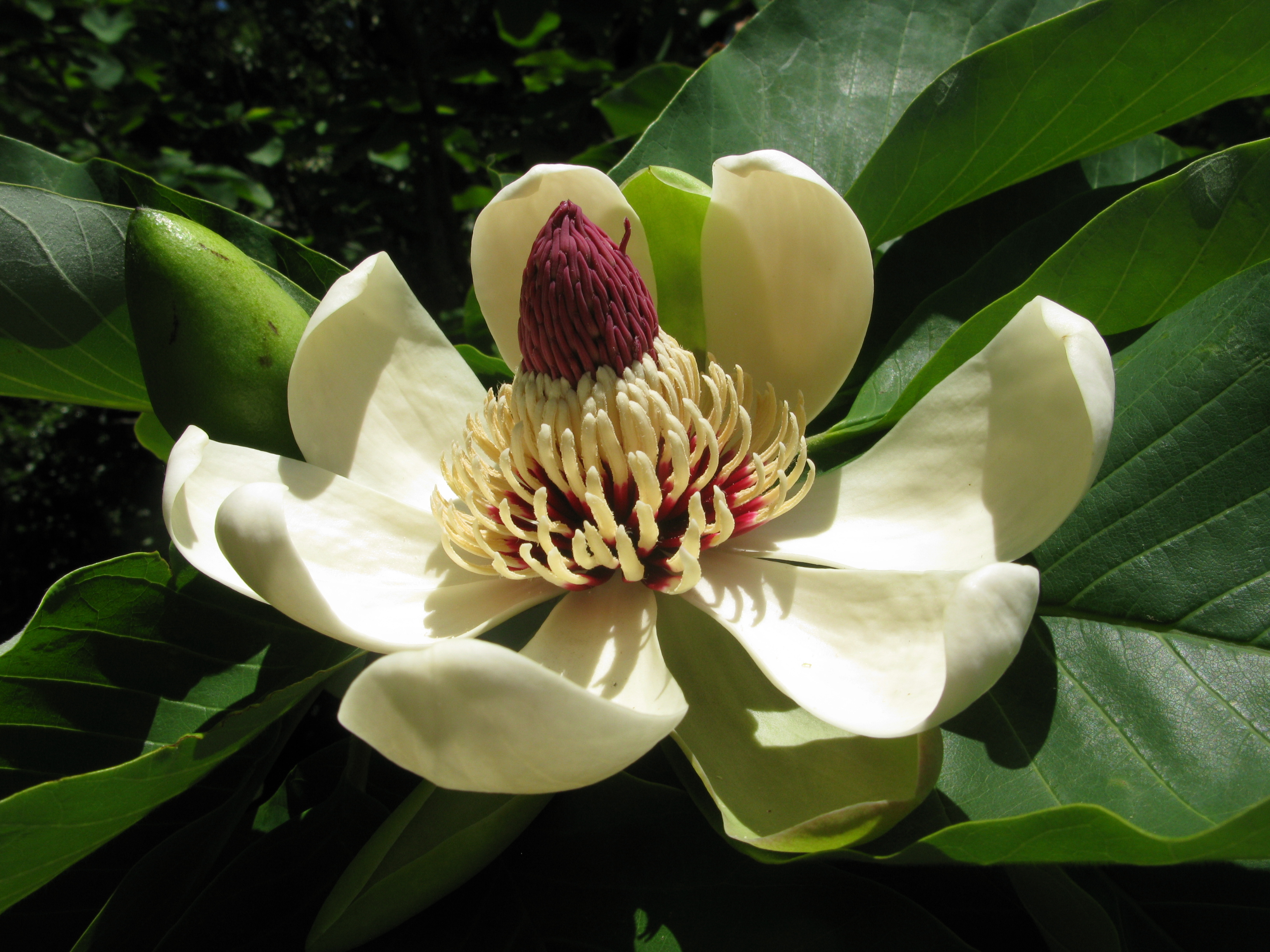
цвітіння

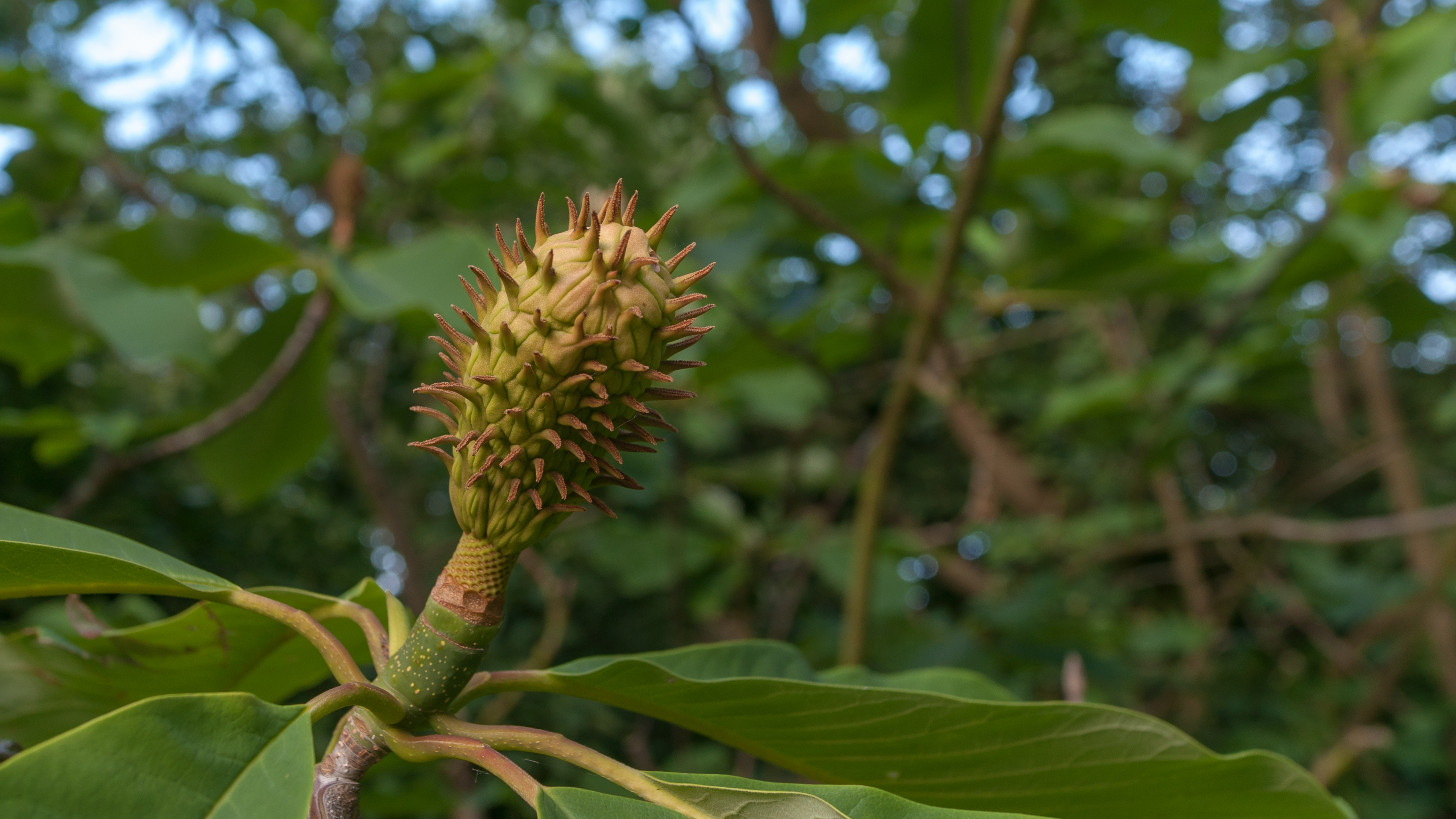
Молодий плід

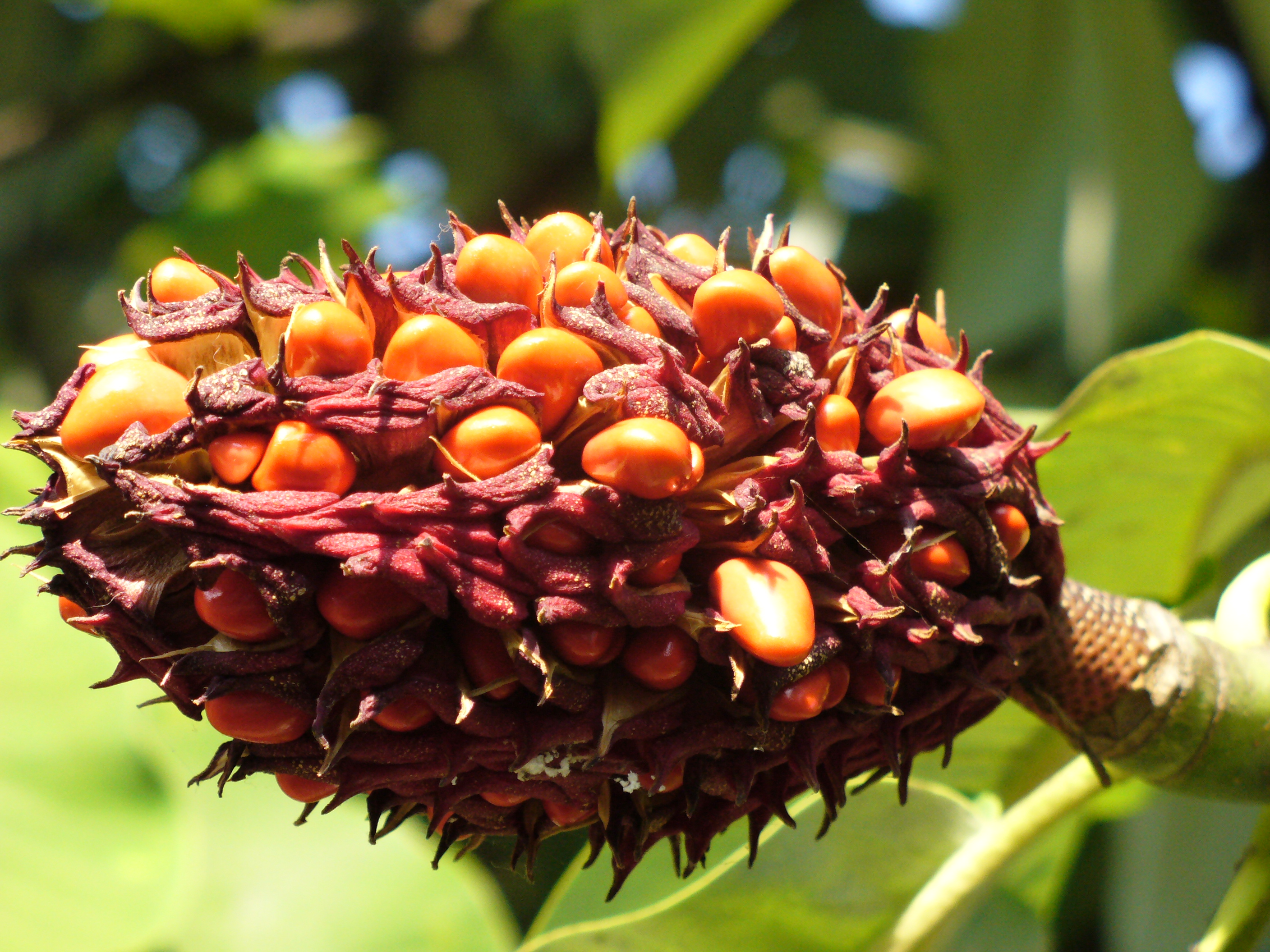
Стигле супліддя

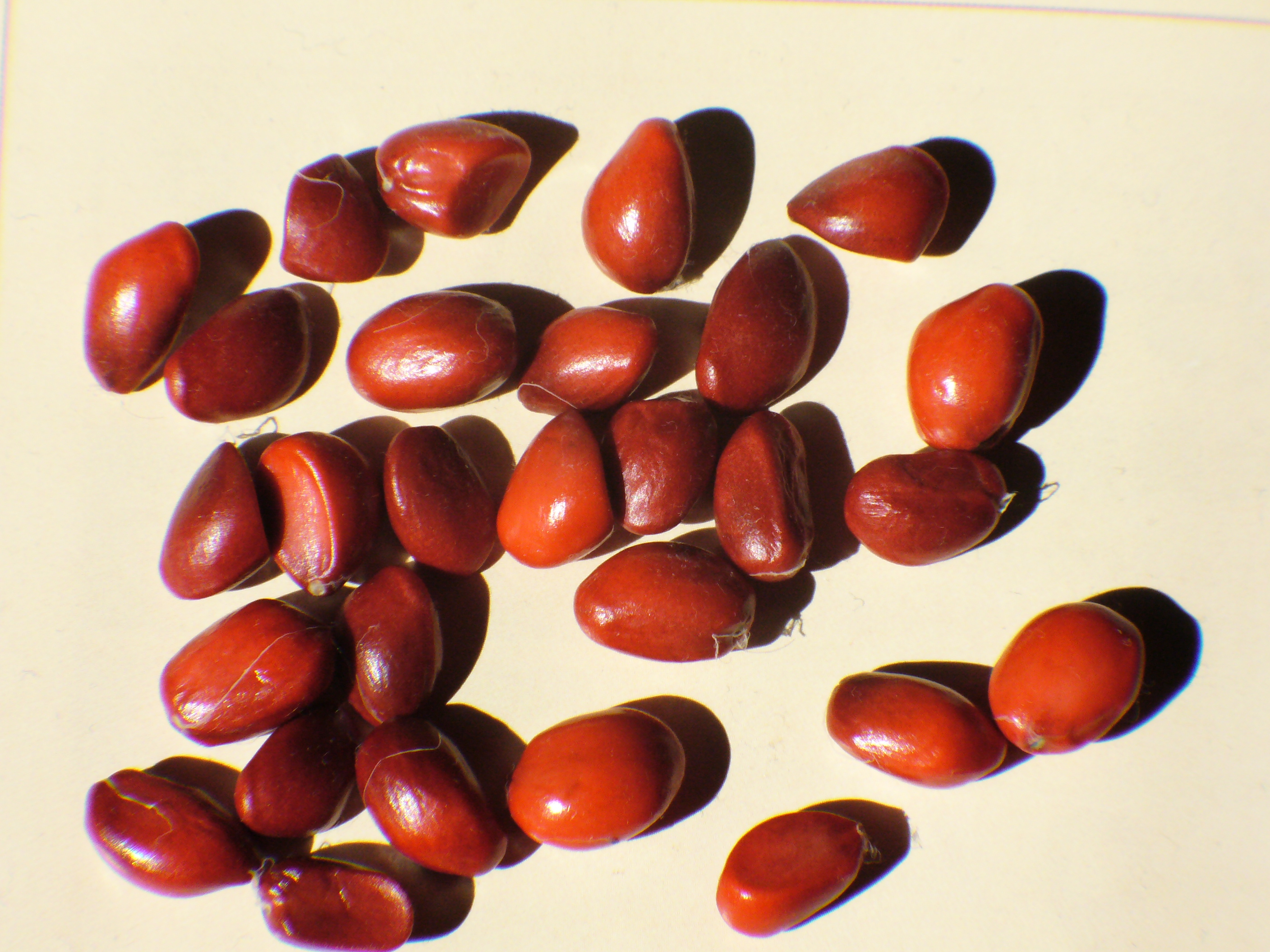
Насіння

### Вегетативні характеристики
Magnolia hypoleuca росте листяним деревом і сягає висоти від 15 до 30 метрів, а окружність стовбура приблизно до 1 метра. Кора молодих гілок червонувата, гола. Кора стовбура сіра. Зимові бруньки голі.
Листки великі, почергові, як правило, скупчені на кінцях гілок, мають виразні черешки та великі пластини. Короткий черешок має довжину від 2 до 3 сантиметрів. Проста ціла листкова пластина має оберненояйцеподібну форму, довжину від 20 до 40 сантиметрів і ширину від 13 до 25 см, із заокругленою або загостреною основою пластини, а кінчик округлий, від тупого до загостреного. Нижня сторона листя, яка має дещо синюватий або сіруватий колір, опушена. Верх листка голий. Прилистки присутні і відпадають незабаром після розгортання листка.

### Генеративні особливості
Квітки розташовані кінцево на гілках. Квіти розгортаються разом з листям, а не перед ним, як у багатьох інших видів маґнолій. Період цвітіння від травня до червня залежно від широти та висоти над рівнем моря.
Ароматні, доволі великі, чашоподібні квітки гермафродитні. Їх діаметр становить близько 15 сантиметрів. Біла оцвітина складається з трьох вужчих, тонких зовнішніх приквітків (іноді їх називають чашолистками ), які часто дещо червонуваті ззовні, і від шести до дев’яти оберненояйцеподібних, дещо м’ясистих, потовщених пелюсток. Спіральні тичинки мають довжину від 16 до 18 міліметрів, жовтуваті, біля основи забарвлені червоним.
Фолікули розташовані разом у здерев’янілих, конусоподібних, вузьких, видовжених збірних плодах.

## Екологія
Magnolia hypoleuca – префемінна (протогінна) з надзвичайно коротким жіночим періодом цвітіння, який може тривати від кількох годин до півдня. Великі квіти без нектару запилюються жуками, джмелями та деякими бджолами. Жіночі квіти не забезпечують запилювачів ні пилком, ні нектаром, але генетичні дослідження показали, що перехресне запилення є досить ефективним. Насіння та розсада, отримані шляхом самозапилення, мали нижчу силу росту. Окремі квітки відцвітають через 3-4 дні, період цвітіння екземпляра рослини триває до 40 днів.
Насіння, що дозріває восени, розноситься птахами. У багатьох регіонах дерева синхронно цвітуть і плодоносять лише що два роки. У дослідженні на острові Хонсю Magnolia hypoleuca, перебуваючи під загрозою фрагментації насаджень на менші залишкові ліси не лише не страждала від цього, але могла навіть отримати від цього певну користь.

## Походження і загрози
Magnolia hypoleuca зустрічається на японських островах Хоккайдо, Хонсю, Сікоку та Кюсю, а також на Курильських островах на півночі. У Японії росте в гірських лісах на висоті від 600 до 1680 метрів, на Курильських островах — на висоті від 100 до 300 метрів. Росте доволі широко, зазвичай у змішаних деревостанах у літньозелених листяних лісах.
Інформація про виявлення в Китаї невірна; йдеться про інший вид Magnolia biondii Pampanini.
Згідно з Червоним списком видів, що перебувають під загрозою зникнення, у 2013 році Magnolia hypoleuca вважається «у найменшій загрозі».

## Систематика
Magnolia hypoleuca вперше була описана в 1794 році шведським натуралістом і піонером ботанічних досліджень в Японії Карлом Петером Тунберґом у звітах Лондонського Ліннеївського товариства. Лондон, 2, с. 336. Видовий епітет obovata означає оберненояйцеподібний і належить до форми листкової пластинки. До синонімів маґнолія великолистої належать Houpoea obovata  NHXia & CYWu, Liriodendron liliiflorum, Magnolia honogi P.Parm., Magnolia obovata, Yulania japonica var obovata, Magnolia glauca Thunb. , Magnolia hirsuta Thunb./
Вид Magnolia hypoleuca належить до секції Rhytidospermum з роду Magnolia, до якого, крім переважно східноазіатських видів, входить також американська Magnolia tripetala з включеною Magnolia obovata найбільш близька до (китайської) Magnolia officinalis.

## Використання
Маґнолія великолиста важлива в традиційній японській медицині. Висушена кора використовується; вона вже давно використовується як заміна раніше дефіцитної та дорогої кори китайської Magnolia officinalis під назвою Houpo. Відокремлену кору зберігають і продають у вигляді циліндрів. Їх смак ароматний і гіркий. Застосовується при діареї, метеоризмі, печії та менструальних болях.
Відносно м’яка деревина маґнолії великолистої проста в обробці та має відносно мало нерівностей. Використання відповідно різноманітне, напр. для піхов мечів. У деяких районах Японії листя використовують для приготування їжі; напр. при приготуванні Hoba Miso.
Маґнолія великолиста використовується як декоративна рослина. У відкритому ґрунті вона витривала у помірних зонах, але вразлива до пізніх заморозків. У садах і парках її легко сплутати з Magnolia tripetala. Їх листя і квіти однакового розміру, вони відрізняються напр. завдяки більш клиноподібній, звуженій основі листків, які також не сизуваті з нижньої сторони і лише спочатку опушені.
Крім того, дослідники Кіотського університету планують використовувати деревину маґнолії великолистої як первинну структуру для супутника LignoSat , що планується запустити в космос влітку 2024 року. Намір, що стоїть за цим, полягає в тому, щоб розробити супутники, які згоряють, коли вони знову входять в атмосферу Землі, не вивільняючи жодних речовин, шкідливих для навколишнього середовища.

## Вебпосилання
- Технічний паспорт на baumkunde.de